# Granulosaluteinzelle
Granulosaluteinzellen sind Zellen, die sich im Epithel der Ovarialfollikel unter dem Einfluss des Luteinisierenden Hormons differenzieren. Im Gelbkörper produzieren sie das Hormon Progesteron. Für die Steroidhormonsynthese haben sie ein glattes endoplasmatisches Reticulum. Auch weitere dafür notwendige Zellorganellen wie der Golgi-Apparat und Mitochondrien sind gut entwickelt. Nach ihrer Entstehung nehmen Granulosaluteinzellen rasch an Größe zu und erreichen einen Durchmesser von etwa 20 bis 30 µm. In die Granulosaluteinzellen lagern sich Lipochrome und Lipide ein, wodurch sie ihre gelbliche Farbe erhalten und für den Gelbkörper namensgebend waren. Im histologischen Präparat haben sie meist eine wabenartige Struktur, weil die Lipide und Steroide bei den gängigen Histotechniken herausgelöst werden.